# Josué 10
Josué 10 es el sexto capítulo del Libro de Josué en la Biblia hebrea o en el Antiguo Testamento de la Biblia cristiana. Según la tradición judía, el libro se atribuyó a Josué, con añadidos de los sumos sacerdotes Eleazar y Fineas, pero los eruditos modernos la consideran parte de la Tradición deuteronómica, que abarca desde el libros del Deuteronomio hasta 2 Reyes, atribuida a escritores nacionalistas y devotos de Yahvé durante la época del rey reformador de Judea Josías en el siglo VII a. C.. Este capítulo se centra en la conquista de la parte sur de Canaán por los israelitas bajo el liderazgo de Josué, parte de una sección que comprende Josué 5:13-12:24 sobre la conquista de Canaán.

## Texto
Este capítulo fue escrito originalmente en hebreo. Está dividido en 43 Versículos.

### Testigos textuales
Algunos de los primeros manuscritos que contienen el texto de este capítulo en hebreo pertenecen a la tradición del Texto Masorético, que incluye el Códice de El Cairo (895), el Códice de Alepo (siglo X) y el Códice Leningradensis (1008). Fragmentos que contienen partes de este capítulo en hebreo fueron encontrados entre los Rollos del Mar Muerto incluyendo 4Q47 (4QJosha; 200-100 AEC) con los versículos 3-14, 18, también 34-35 (antes de 5:1). 
.
Los manuscritos antiguos existentes de una traducción al griego koiné conocida como la Septuaginta (originalmente se hizo en los últimos siglos AEC) incluyen el Codex Vaticanus ('B; {\displaystyle {\mathfrak {G}}}B; siglo IV) y Codex Alexandrinus (A; {\displaystyle {\mathfrak {G}}}A; siglo V). . Fragmentos de la Septuaginta El texto griego que contiene este capítulo se encuentra en manuscritos como Washington Manuscript I (siglo V d.C.), y una versión reducida del texto de la Septuaginta se encuentra en el Rollo de Josué ilustrado.

## Análisis
La narración de la conquista de la tierra de Canaán por los israelitas comprende los Versículos 5:13 a 12:24 del Libro de Josué y tiene el siguiente esquema:
A. Jericó (5:13-6:27)
B. Acán y Ai (7:1-8:29)
C. Renovación en el monte Ebal (8:30-35)
D. El engaño de los gabaonitas (9:1-27)
E. La Campaña en el Sur (10:1-43)
1. Victoria sobre la Alianza del Sur (10:1-15)
a. La Alianza del Sur (10:1-5)
b. La petición de los gabaonitas (10:6-7)
c. La seguridad divina (10:8)
d. Victoria en Gabaón (10:9-11)
e. Afirmación de la participación exclusiva de Dios (10:12-15)
2. Ejecución de los cinco reyes de la Alianza del Sur (10:16-27)
a. Los reyes retenidos en la cueva (10:16-21)
b. Los reyes sacados de la cueva (10:22-25)
c. Los Reyes Ejecutados (10:26-27)
3. Victoria sobre las ciudades del Sur (10:28-39)
a. La Meca (10:28)
b. Libna (10:29-30)
c. Laquis (10:31-33)
d. Eglón (10:34-35)
e. Hebrón (10:36-37)
f. Debir (10:38-39)
4. Resumen de la Campaña en el Sur (10:40-43)
F. La Campaña en el Norte y Resumen Lista de Reyes (11:1-12:24)
1. Victoria sobre la Alianza del Norte (11:1-15)
a. La Alianza del Norte (11:1-5)
b. Tranquilidad divina (11:6)
c. Victoria en Merom (11:7-9)
d. Destrucción de Hazor (11:10-11)
e. Resumen de la obediencia y la victoria (11:12-15)
2. Resumen de la Toma de la Tierra (11:16-12:24)
a. La Toma de la Tierra (11:16-20)
b. Exterminio de los anakim (11:21-22)
c. Eje narrativo: Toma y reparto (11:23)
d. Captura de tierras y reyes (12:1-24)
i. Al este del Jordán (12:1-6)
ii. Al oeste del Jordán (12:7-24)
Los capítulos 10 y 11 son muy paralelos y tienen una estructura similar:
| Josué 10                                              | Josué 11                                              |
| ----------------------------------------------------- | ----------------------------------------------------- |
| Alianza del Sur (10:1-5)                              | Alianza del Norte (11:1-5)                            |
| Tranquilidad divina (10:8)                            | Seguridad divina (11:6)                               |
| Victoria por sorpresa (10:9-11)                       | Victoria por sorpresa (11:7-9)                        |
| Ejecución de reyes/destrucción de ciudades (10:16-39) | Ejecución de reyes/destrucción de ciudades (11:10-15) |
| Resumen de la conquista (10:40-43)                    | Resumen de la conquista (11:16-23)                    |

## Victoria sobre la Alianza del Sur (10:1-27)
.

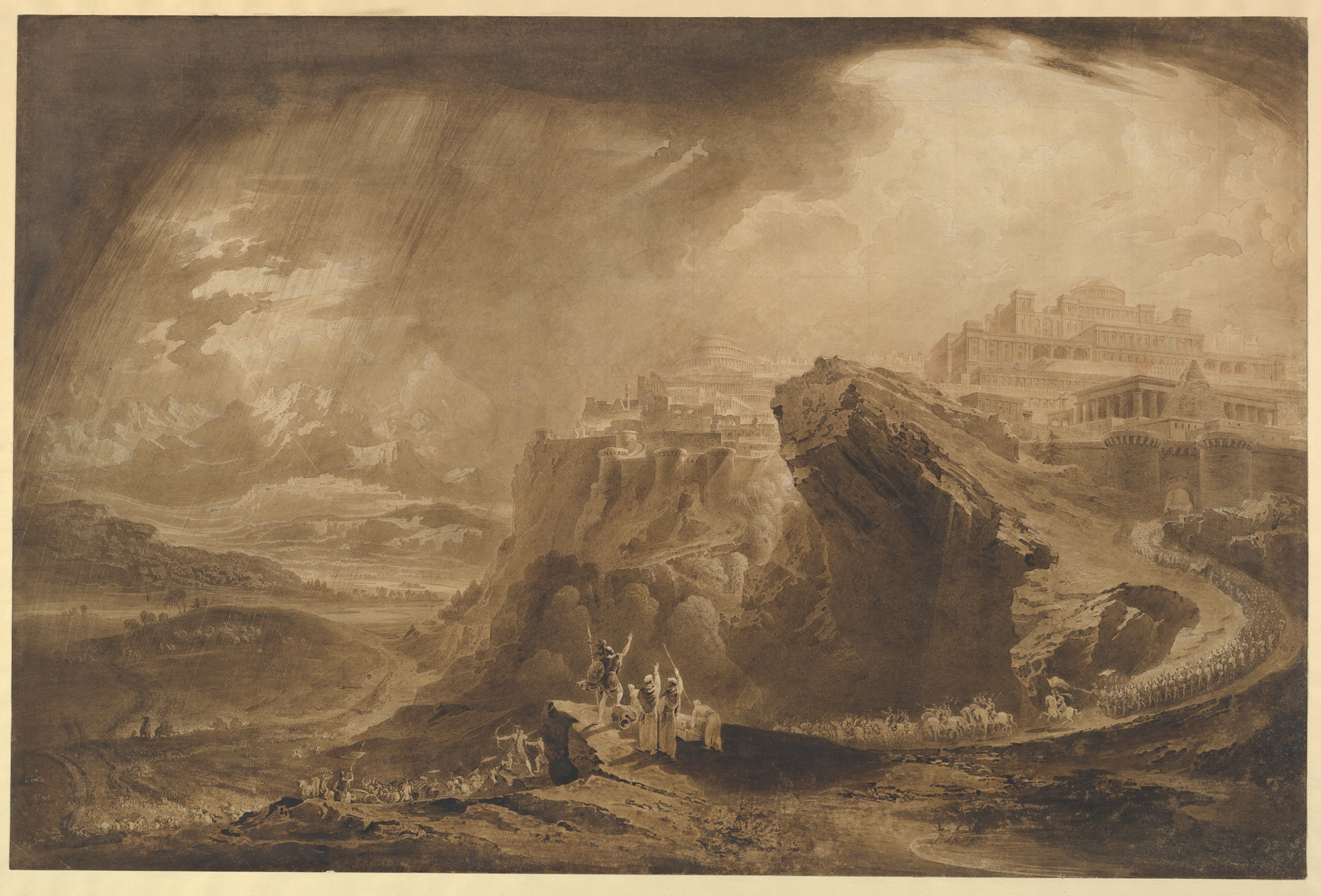
«Josué ordena al sol que se detenga sobre Gabaón» (Josué 10:12-14) por John Martin (c. 1822)

Al parecer, Gibeón era una ciudad-estado relativamente poderosa, «como una de las ciudades reales» (versículo 2), aunque no tenía rey (no se menciona a ninguno en Josué 9), por lo que su sumisión a los israelitas sin guerra conmocionó a la región (versículos 1-15) y los estados vecinos declararon la guerra a Gabaón por la traición percibida. Al tener una alianza con Israel, los gabaonitas pudieron pedir ayuda a los israelitas (versículo 6). Esta oportunidad permitió a Josué luchar al mismo tiempo por el control de toda la región meridional de Canaán. Jerusalén ocupa un lugar importante en la cordillera central, entre las montañas del sur y del norte, y su rey, Adonisedec, estableció una alianza con otros cuatro reyes de las tierras altas del sur (cf. 12:10-13; más tarde se convertiría en el territorio de Judá). El informe de la batalla contra la alianza del sur enfatiza la mano de Dios en la victoria, ya que las piedras granizo del cielo fueron más devastadoras que la acción de las fuerzas israelitas, y la permanencia del sol y la luna (lo que significa que 'el día se alargó') demostró que YHWH, y no Josué, tenía el control total incluso de los cuerpos celestes en la derrota de los reyes del sur.
En la batalla, Israel persiguió a los enemigos que huían hasta su territorio, «hasta Azeca y Maceda» (versículo 10), luego acorralaron a los cinco reyes en una cueva y los retuvieron allí hasta que sus ejércitos quedaron completamente diezmados y sólo unos pocos supervivientes regresaron a sus ciudades (versículos 16-27). Los cinco reyes fueron ejecutados en la horca (versículo 24), de forma similar a como se trató al rey de Hai (Josué 8:29). De nuevo se colocaron piedras conmemorativas para señalar la victoria, acompañadas de las palabras de aliento de Josué al ejército (versículo 25), que recordaban las palabras de Dios a Josué al comienzo de la conquista (Josué 1:6).

### Versículo 5
Los cinco reyes de los amorreos, el rey de Jerusalén, el rey de Hebrón, el rey de Jarmut, el rey de Laquis y el rey de Eglón, se reunieron y subieron con todos sus ejércitos, acamparon frente a Gabaón y le hicieron la guerra.
- «Laquis»: ya era una ciudad-estado importante en tiempos de Josué (se hizo famosa por los relieves del asedio de Senaquerib, ahora en el Museo Británico). Azekah se encuentra en la ruta de Jerusalén a Laquis.[21]
- «Hebrón»: al sureste de Laquis, era conocida por los patriarcas como Kiriath-arba.[21]

### Versículos 13-14
13-Y se detuvo el sol, y la luna se paró hasta que el pueblo se vengó de sus enemigos. ¿No está escrito así en el «Libro del Justo»? El sol se paró en medio del cielo y demoró su puesta casi un día completo. 
14-No hubo un día como aquel ni antes ni después. El Señor obedeció a la voz de un hombre porque luchaba a favor de Israel.

#### Comentarios a los versículos 13-14
Éste fue uno de los textos que se invocó en la polémica del heliocentrismo con ocasión del llamado caso Galileo. Pero en la base de la polémica había una comprensión equivocada de la naturaleza de los textos sagrados por parte de algunos teólogos de aquel tiempo. Ya San Agustín y Santo Tomás habían explicado el sentido salvífico que tenían los libros santos; posteriormente el papa León XIII resumió la doctrina: 

Los escritores sagrados, o más exactamente, “el Espíritu de Dios que hablaba por medio de ellos, no quiso enseñar a los hombres estas cosas (a saber, la constitución íntima de los objetos visibles) que no tienen importancia alguna para la salvación eterna” (Agustín de Hipona, De Gen. Ad litt, 2,9,20), por lo que ellos, más que atender a la investigación de la naturaleza, describen a veces objetos y hablan de ellos (…) como lo exigía el lenguaje común de aquella época (…). Dado que en el lenguaje común lo que se expresa propiamente y en primer lugar es lo que cae bajo los sentidos, así también el escritor sagrado (tal como nos advierte el Doctor Angélico) “atiende a lo que aparece ante los sentidos” (S. Th., I, q. 70, a. 1, ad 3), es decir, a aquello que Dios mismo, hablando a los hombres, expresó de modo humano para hacerse comprender por ellos.León XIII, 

«El Señor obedeció a la voz de un hombre» (v. 14). Más que la alusión a que el sol se detuviera es digno de resaltarse el hecho de que Dios ajuste su actuación a lo que piden las palabras de un hombre. Meditando sobre este texto comenta San Alfonso María de Ligorio: 

Pasma el oír que Dios obedeció a Josué cuando ordenó al sol que se detuviese en su carrera (…). Pero sorprende más el oír que con pocas palabras del sacerdote, el mismo Dios baja obediente a los altares y donde quiera que lo llame, todas las veces que lo llame, y se ponga en sus manos.

## Victoria sobre las ciudades del sur (10:28-43)

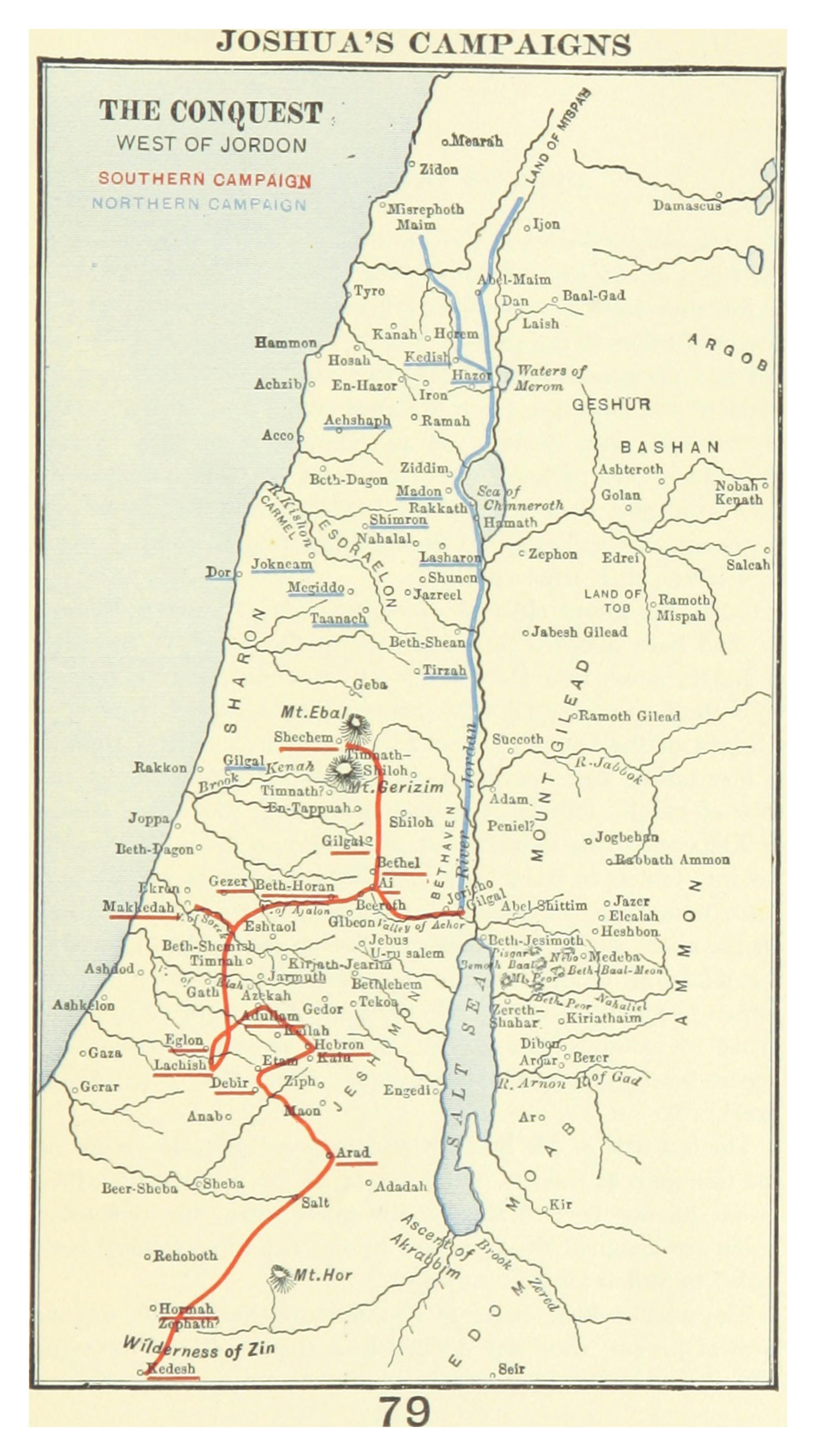
Mapa de la conquista de Canaán por Josué. Las líneas rojas siguen las batallas en las regiones del sur. 1899. Biblioteca Británica HMNTS 010077.f.24.

La siguiente fase de la campaña es la conquista de las ciudades de las que había salido la alianza, ahora defendidas sólo por unos pocos supervivientes del campo de batalla, pero las ciudades conquistadas no se corresponden exactamente con las que formaban la alianza.
Younger muestra que la conquista de las ciudades del sur (Versículos 28-39) tiene una estructura de quiasmo específica:
A Maceda (Versículo 28)
B Libna (Versículos 29-30)
C Laquis (versículos 31-32)
X Gezer (versículo 33)
C' Eglón (versículos 34-35)
B' Hebrón (versículos 36-37)
A' Debir (versículos 38-39)
El centro de un quiasmo (el miembro sin paralelo) es el informe del ataque de Israel al rey Horam de Gezer, que había hecho marchar a su ejército en defensa de Laquis (versículo 33), pero Israel nunca conquistó Gezer (16:10), por lo que el quiasmo destaca el acontecimiento como memorable en relación con la antigua importancia de la ciudad.
El informe de conquista de esas ciudades sigue una fórmula que se repite (pero no en el mismo orden):
1. Captura de la ciudad (Versículos. 28, 32, 35, 37, 39)
2. El asedio y el ataque (Versículos 29, 31, 34, 36, 38)
3. La ciudad, todos pasados a espada (versículos 28, 30, 32, 35, 37, 39)
4. No quedan supervivientes (versículos 28, 30, 33, 35, 37, 39)
5. Israel pone en práctica la «prohibición» (versículos 28, 35, 37, 39)
6. El rey sufre la misma suerte que el rey de la ciudad-X (versículos 28, 30, 32, 35, 37, 39)
El enunciado 6 tanto para Maceda (ciudad 1) como para Libna (ciudad 2) se compara con el de Jericó, mientras que el de las tres siguientes sólo se compara con el de la destruida justo antes. El destino de la última ciudad, Debir (Versículos 38-39), se compara tanto con Libna (ciudad 2) como con Hebrón (ciudad 5).
(city 5).
Jerusalén, como también se afirma en el Libro de los Jueces, no fue sometida por Josué (Jos 15:63), mientras que la conquista de Jarmut no se registra. Gezer fue mencionada pero no conquistada (finalmente es tomada en tiempos de Salomón; 1 Reyes 9:16; cf. Josué 16:10). Libna y Debir, que no formaban parte de la alianza, fueron tomadas debido a su proximidad geográfica con otras ciudades conquistadas (para cumplir el herem, o prohibición; Versículos 28, 35, 37, 40).
La narración termina con una declaración resumida de que Josué controlaba toda la parte sur de la tierra. Basado en la estimación de la logística involucrada, las conquistas en este capítulo podrían tomar varias semanas (o incluso meses) para completar.

### Versículo 41
Y Josué los hirió desde Cades-barnea hasta Gaza, y todo el país de Gosén, hasta Gabaón. 
- «Cades-barnea» fue el punto de partida del primer intento de conquista (Deuteronomio 1:2; 2:14).[21]
- «Gaza» se encuentra en la zona costera; no hay informe específico de victorias allí.[21]
- «Gosén»: es probablemente una zona en el extremo sur del Negueb (no la Gosén del Egipto de José; Génesis 45:10).[21]

#### Comentarios a los versículos 1-43
El ataque contra los gabaonitas, aliados de Israel, por parte de los reyes de la región central y sur de Canaán dio lugar a una batalla clave que aseguró el dominio israelita sobre esta región estratégica. El relato resalta que la victoria no fue solo fruto del esfuerzo militar, sino principalmente una acción de Dios, quien intervino directamente en favor de su pueblo. La narración menciona que gran parte de las bajas enemigas no se debieron al combate directo, sino a una tormenta de granizo enviada por Dios, demostrando su poder. Además, se describe cómo un fenómeno extraordinario, la prolongación del día tras la tormenta, permitió a Israel culminar la derrota de sus enemigos. Estos sucesos fueron considerados memorables y quedaron reflejados en el Libro del Justo, un antiguo poema épico que celebraba los logros de los israelitas, aunque este texto ya no se conserva. El mensaje central del relato es claro: la victoria pertenece a Dios, quien actúa para cumplir sus promesas, recordando que la fidelidad a Él es el verdadero fundamento del éxito de Israel.